# جوغ
جوغ (بالفرنسية: Gorre)‏ هي بلدية في مقاطعة فيين العليا في منطقة أقطانية الجديدة غرب وسط فرنسا.